# Арне Енгельс
Арне Енгельс (нід. Arne Engels, нар. 8 вересня 2003, Брюгге, Бельгія) — бельгійський футболіст, півзахисник шотландського «Селтіка» та збірної Бельгії.

## Ігрова кар'єра

### Клубна
Арне Енгельс є вихованцем футбольної школи клубу «Брюгге», де він грав у молодіжній команді з 2014 року. З 2020 року футболіста почали залучати до першої команди. Але в основі Енгельс так і не зіграв, захищаючи кольори «Брюгге» лише в дублюючому складі у Другому дивізіоні.
У січні 2023 року Енгельс перебрався до німецької Бундесліги, де підписав контракт на чотири з половиною роки з клубом «Аугсбург». 22 січня у матчі проти дортмундської «Боруссії» футболіст дебютував у новій команді і в першому ж матчі відзначився гольовою передачею.

### Збірна
Арне Енгельс виступав за юнацькі збірні Бельгії. Влітку 2023 року він потрапив до заявки молодіжної збірної Бельгії для участі у молодіжному чемпіонаті Європи.

## Титули і досягнення
- Володар Кубка шотландської ліги (1):

«Селтік»: 2024–25
- Чемпіон Шотландії (1):

«Селтік»: 2024–25